# Wilhelm Dieben
Wilhelm Dieben (* 4. Januar 1891; † 1955) war ein deutscher Jurist, Ministerialbeamter und von 1951 bis 1955 Präsident der Bundesschuldenverwaltung. 

## Leben und Tätigkeit
Nach der Schulausbildung studierte er Rechtswissenschaften an den Universitäten in Freiburg im Breisgau, Montpellier und Berlin. 1913 promovierte er an der Universität Breslau zum Dr. jur. Das Thema seiner Dissertation lautete Die Unzulässigkeit der Niessbrauchsbestellung an Kindesvermögen für den elterlichen Nutznießer und erschien in Eisleben in Druck. Im Anschluss wurde er 1913 Rechtsreferendar und 1919 Gerichtsassessor. 1921 erfolgte seine Ernennung zum Finanzrat bei der Reichsschuldenverwaltung. Im selben Jahr war er deutsches Delegationsmitglied bei den Verhandlungen über den Dawes-Plan in Paris und London. Zum Oberfinanzrat wurde Wilhelm Dieben 1927 und 1930 zum Staatsfinanzrat befördert.
Nach Ende des Zweiten Weltkrieges wurde er 1945 Leiter der Abwicklungsstelle der Reichsschuldenverwaltung, 1948 Ministerialrat und Präsident der Schuldenverwaltung des Vereinigten Wirtschaftsgebiets und 1951 Präsident der Bundesschuldenverwaltung. Er blieb bis zu seinem Tod kurz vor Vollendung seines 65. Lebensjahres im Amt.

## Schriften (Auswahl)
- Die Unzulässigkeit der Niessbrauchsbestellung an Kindesvermögen für den elterlichen Nutznießer. A. Klöppel, Eisleben 1913.
- (mit Siegfried Schultzenstein): Die Vorzugsrente nach dem Anleiheablösungsgesetz vom 16. Juli 1925, systematisch dargestellt für die Praxis. Carl Heymann, Berlin 1927.
- (mit Georg Opitz): Fortschritte der Reichsanleihetechnik und Kriegsfinanzierung. Wertrechte und Wertpapiere. de Gruyter, Berlin 1941.
- (mit Siegfried Schultzenstein): Reichsanleiherecht, Reichsschuldwesen, Reichsschuldbuch, stückeloser Verkehr in Reichsanleihen, Anleiheablösung, Sonderschulden des Reichs, Abwicklung von österreichischen und tschechischen Anleiheschulden. Carl Heymann, Berlin 1942.
- Die innere Reichsschuld seit 1933. In: Finanzarchiv, Neue Folge 11 (1949).